# GÍ Gøta
GÍ Gøta, originálním názvem Gøtu Ítróttarfelag (česky Gøtský sportovní klub), byl faerský fotbalový klub z vesnice Norðragøta na ostrově Eysturoy založený roku 1926. Zanikl v listopadu 2007, kdy byl společně s týmem LÍF Leirvík sloučen do nového klubu Víkingur Gøta.

## Úspěchy
- 6× vítěz faerské nejvyšší ligy (1983, 1986, 1993, 1994, 1995, 1996)[2]
- 6× vítěz fotbalového poháru Faerských ostrovů (1983, 1985, 1996, 1997, 2000, 2005)[3]